# Waldbaum's Hamlet Cup 1996
Il Waldbaum's Hamlet Cup 1996  è stato un torneo di tennis giocato sul cemento. È stata la 16ª edizione del torneo, che fa parte della categoria World Series nell'ambito dell'ATP Tour 1996. Il torneo si è giocato a Long Island negli USA, dal 19 al 25 agosto 1996.

## Campioni

### Singolare maschile
Andrij Medvedjev ha battuto in finale  Martin Damm con il punteggio di 7–5, 6–3

### Doppio maschile
Luke Jensen /  Murphy Jensen hanno battuto in finale  Hendrik Dreekmann /  Aleksandr Volkov con il punteggio di 6–3, 7–6